# Battalia
La Battalia à 10 en ré majeur, est une œuvre instrumentale pour cordes et continuo d'Heinrich Biber, composée en 1673. Elle porte en sous titre : « Das liederliche Schwirmen der Musquetier, Mars, die Schlacht und Lamento der Verwundeten, mit Arien imitirt und Baccho dedicirt », soit : La compagnie dissolue pleine d'humour, marche, la bataille et le Lamento des mousquetaires blessés imité des airs et dédié à Bacchus. 
L'œuvre porte le numéro C 61 dans le catalogue de ses œuvres établi par le musicologue américain Eric Thomas Chafe.

## Présentation

### Instrumentation
L'œuvre, composée pour instruments à cordes et basse continue, présente un ensemble différent du quatuor à cordes moderne, qui n'est pas encore fixé dans les années 1670 : on trouve donc trois violons, notés en clef de sol, quatre violes ou altos notés en clef d'ut 3e, et deux violes de gambe ou violoncelles notés en clef de fa. La basse continue est traditionnellement confiée au clavecin.

### Structure
- I. Sonata
- II. Allegro : Die liderliche Gesellschaft von allerley Humor — Presto [La compagnie dissolue pleine d'humour]
- III. Der Mars (attaca) [Marche] - Presto
- IV. Aria
- V. Die Schlacht [la bataille]
- VI. Adagio : Lamento der verwundeten Musquetierer [Lamento des mousquetaires blessés]

## Caractéristiques
Virtuose de première force sur le violon, Heinrich Biber introduit dans la Battalia une grande variété d'effets de sonorités pour les instruments à cordes : pizzicato de la main gauche sur les cordes à vide (la chanterelle du violon, notamment), pizzicato  et « claquant » communément désigné pizzicato Bartók au XXe siècle, attaques col legno (avec le bois de l'archet), jeu naturel des violoncelles en plaçant une feuille de papier derrière les cordes pour imiter la caisse claire — autant de procédés qui anticipent sur les recherches d'un Berlioz ou d'un Ravel…
La section présentant la « compagnie dissolue pleine d'humour » offre un exemple remarquable de polytonalité (do majeur contre ré majeur) et de polyrythmie (le premier violon est écrit à  lorsque les autres instruments suivent un contrepoint très libre sur une mesure à ). Cette « mauvaise » polyphonie, comme peuvent en produire des fanfares jouant simultanément sans s'écouter, annonce la musique d'un Charles Ives (second mouvement de Three Places in New England, entre autres).

## Discographie
- Concentus Musicus Wien, dir. Nikolaus Harnoncourt (22-26 mars 1965, Archiv 437 081-2) (OCLC 881504098)
- Concentus Musicus Wien, dir. Nikolaus Harnoncourt (1969, Teldec 843779) (OCLC 496691869 et 70150438)
- New London Consort, dir. Philip Pickett (14-16 janvier 1992, 2CD L'Oiseau-Lyre/Decca 436 460-2) (OCLC 277005074)
- Musica Florea, dir. Marek Štryncl (1996, Matouš MK 0031-2 931) (OCLC 742993689)
- Purcell Quartet, Richard Wistreich (11-13 septembre 1996, Chandos CHAN 0605) (OCLC 38300445)
- Il Giardino armonico, dir. Giovanni Antonini (1998, Teldec 3984-21464-2) (OCLC 41069537)
- Le Concert des Nations, dir. Jordi Savall (11 février 2002, AliaVox AV9825) (OCLC 51897255)
- Combattimento Consort Amsterdam, dir. Jan Willem de Vriend (4-6 février 2004, SACD Challenge Classics SACC 72132)[1] (OCLC 64196693)
- Tales of Sound and Fury - Camerata Nordica, Terje Tønnesen violon et direction (octobre 2008, SACD, BIS Records 2256)
- Baroque Band, dir. Garry Clarke (9 novembre 2009, Cedille Records) (OCLC 811454211)
- Imitatio - Ricercar Consort et Sophie Gent, Maude Gratton, Philippe Pierlot (décembre 2014, SACD Mirare MIR 302) (OCLC 950032610)